# براين مايكل بنديس
براين مايكل بنديس (بالإنجليزية: Brian Michael Bendis)‏ مواليد 18 أغسطس 1967 في كليفلاند، هو فنان وكاتب قصص مصورة أمريكي. عمل على عدة كتب لمارفل كومكس. بدأ بقصص الجريمة، ثم انتقل إلى مجال الأبطال الخارقين. قام بإعادة إطلاق سلسلة المنتقمون في سنة 2004.

## روابط خارجية
- براين مايكل بنديس على موقع IMDb (الإنجليزية)
- براين مايكل بنديس على موقع الموسوعة البريطانية (الإنجليزية)
- براين مايكل بنديس على موقع إن إن دي بي (الإنجليزية)
- براين مايكل بنديس على موقع قاعدة بيانات الفيلم (الإنجليزية)